# Ha-Zore’a
Ha-Zore’a (hebr. הזורע; ang. HaZorea; pol. Siewca) – kibuc położony w Samorządzie Regionu Megiddo, w Dystrykcie Północnym, w Izraelu. Członek Ruchu Kibuców (Ha-Tenu’a ha-Kibbucit).

## Położenie
Kibuc jest położony na wysokości od 50 do 70 metrów n.p.m. w zachodnim skraju Doliny Jezreel, w Dolnej Galilei na północy Izraela. Leży u wejścia do głębokiego wadi strumienia Ha-Szofet, u podnóża wzgórz Wyżyny Manassesa. Strumień Ha-Szofet na wschodzie wpada do rzeki Kiszon. Na wschód od kibucu są stawy hodowlane ryb i pola uprawne Doliny Jezreel, natomiast po stronie zachodniej są zalesione wzgórza Giwat Misz'ol (206 m n.p.m.), Tell Kira (222 m n.p.m.) i Har Gachar (237 m n.p.m.). W jego otoczeniu znajduje się miasto Jokne’am, moszawy Kefar Jehoszua, Kefar Baruch i Ha-Jogew, moszawa Jokne’am, kibuce Miszmar ha-Emek i Ramat ha-Szofet, oraz wieś komunalna En ha-Emek. Na wschód od kibucu znajduje się baza lotnicza Ramat Dawid.
Ha-Zore’a jest położona w Samorządzie Regionu Megiddo, w Poddystrykcie Jezreel, w Dystrykcie Północnym Izraela.

## Historia

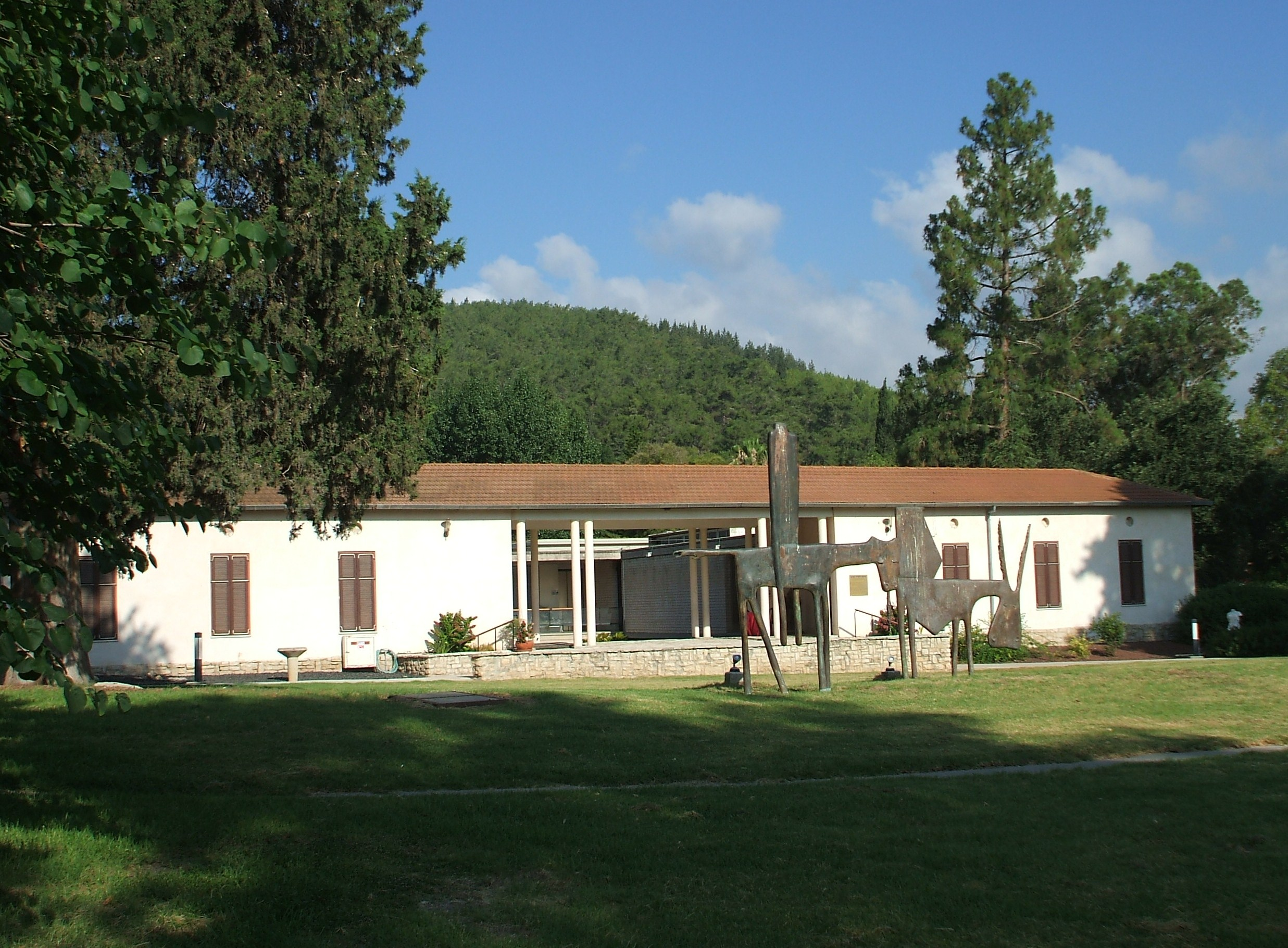
Muzeum w kibucu Ha-Zore’a

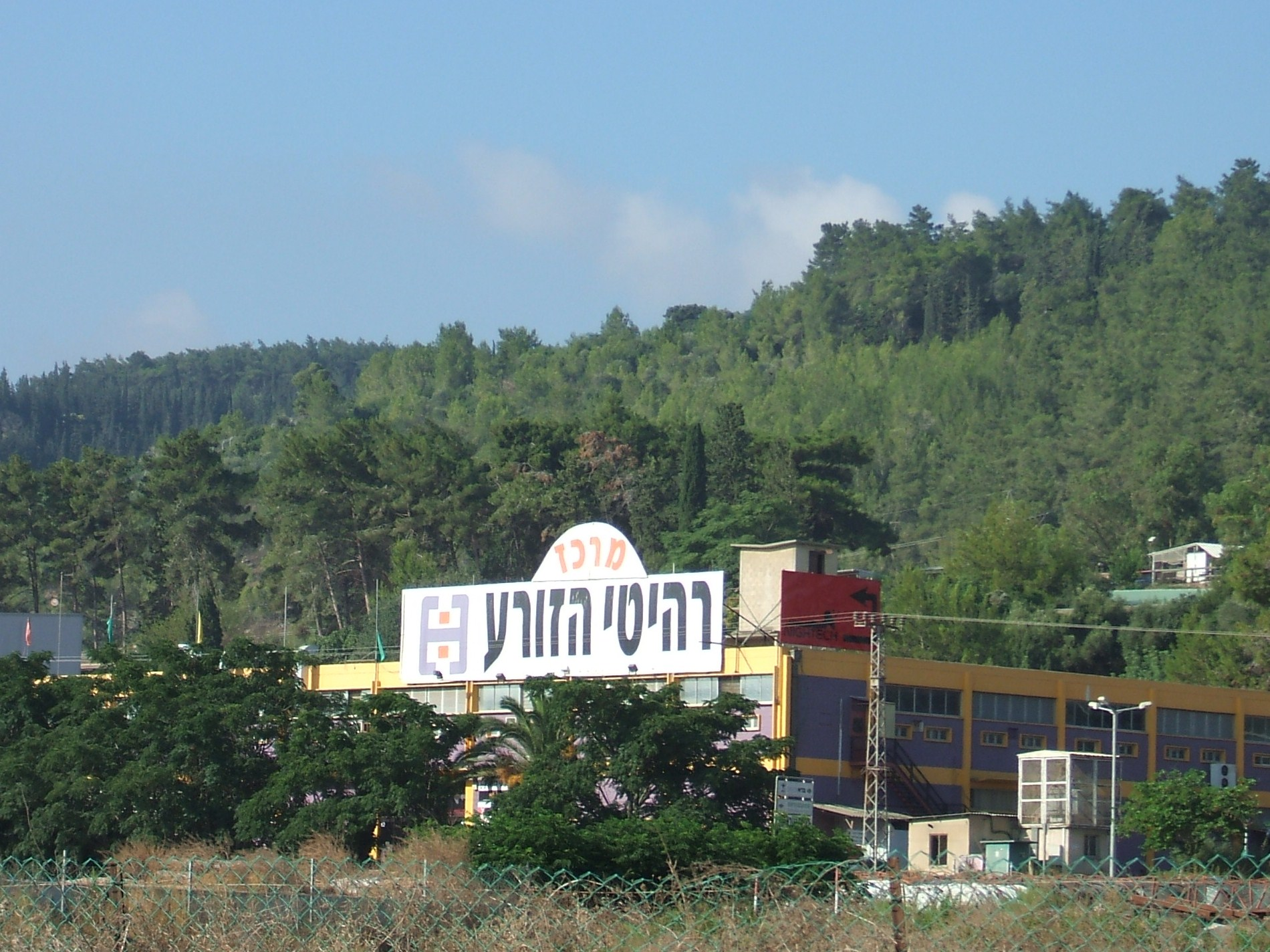
Zakład produkcyjny w Ha-Zore’a

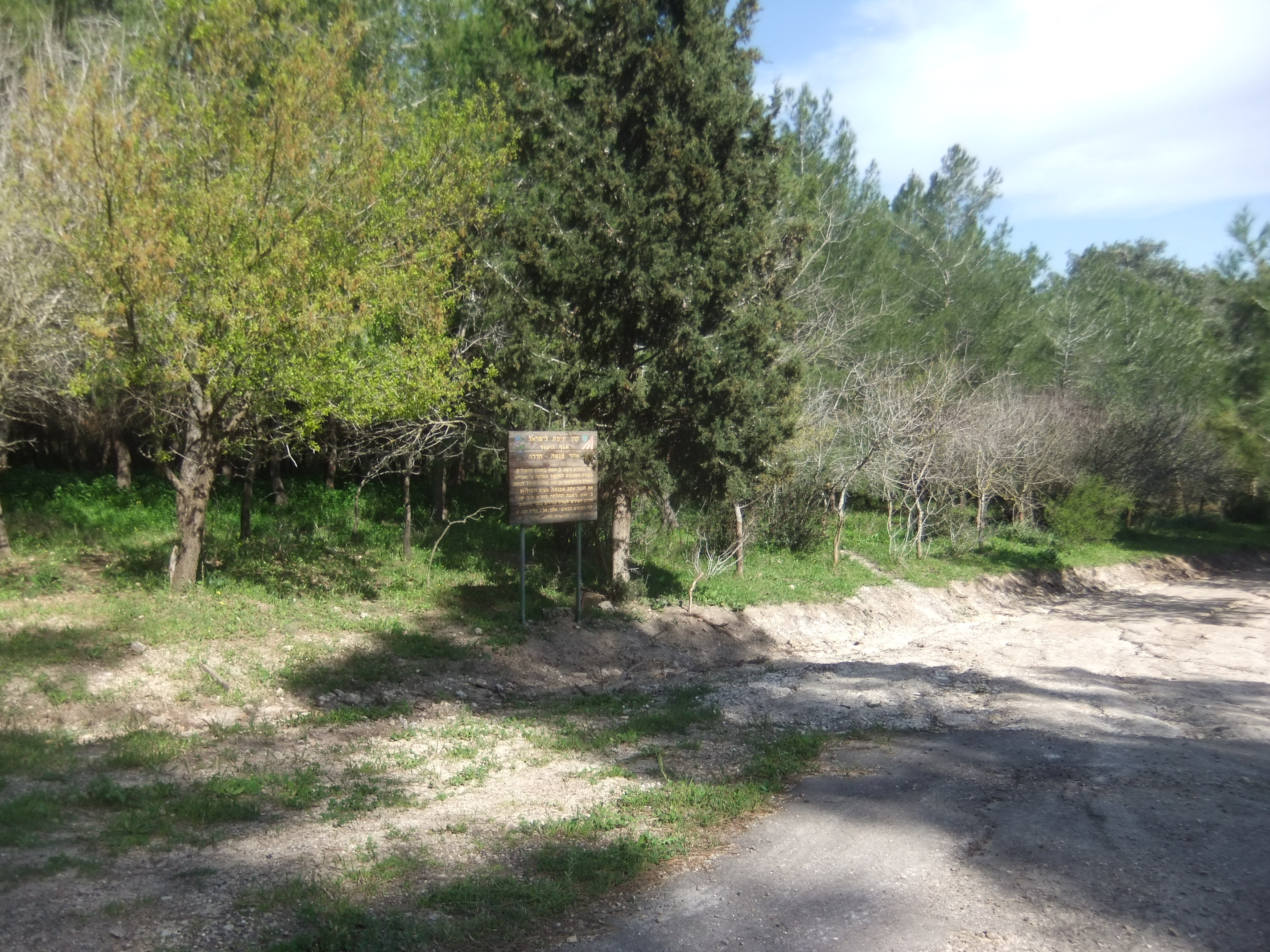
Las przy kibucu Ha-Zore’a

Pierwotnie w okolicy tej istniała arabska wieś Abu Zurajk. W wyniku I wojny światowej w 1918 roku cała Palestyna przeszła pod panowanie Brytyjczyków, którzy w 1922 roku formalnie utworzyli na tym obszarze Mandat Palestyny. Umożliwiło to w kolejnych latach rozwój osadnictwa żydowskiego w Palestynie. W takich okolicznościach, w latach 30. XX wieku żydowska firma syjonistyczna Israel Land Development Company wykupiła 20 tys. hektarów ziemi w tej okolicy. Następnie, w 1935 roku powstała tutaj moszawa Jokne’am, a w 1936 roku założono kibuc Ha-Zore’a.
Grupa założycielska kibucu Ha-Zore’a zawiązała się już w 1934 roku. W jej skład weszło 70 żydowskich imigrantów z Niemiec. Byli to członkowie liberalno-socjalistycznego syjonistycznego ruchu młodzieżowego Wanderbund. Początkowo zamieszkali oni w Haderze, gdzie uczyli się rolnictwa i zdobywali potrzebne doświadczenie. Na początku lata 1936 roku przyjechali do Doliny Jezreel i w sąsiedztwie moszawy Jokne’am założyli swój własny kibuc. Nazwali go Ha-Zore’a (pol. Siewca), czym nawiązali do idei „siewcy pokoju”, i pragnęli w ten sposób symbolicznie wyrazić łączność narodu żydowskiego z Ziemią Izraela. Przez pierwsze trzy lata pionierzy byli zmuszeni do życia na niewielkiej wykupionej działce o wymiarach 300 metrów długości i 60 metrów szerokości. Mieszkali w prowizorycznych namiotach i cierpieli od komarów z pobliskich bagien, chorób, ubóstwa i nędzy. Trudne warunki życia i brak podstaw ekonomicznych były przyczyną zniechęcenia i wyjazdu niektórych mieszkańców. W międzyczasie starano się zachęcić arabskich sąsiadów ze wsi Abu Zurajk do odsprzedania części ziem, okazało się to jednak niemożliwe z powodu narastającego arabskiego ekstremizmu. Podczas arabskiego powstania w Palestynie (1936–1939) doszło do ataku na kibuc. Pomimo to, w grudniu 1938 roku rozpoczęto budowę pierwszego domu. W 1942 roku do kibucu dotarła grupa imigrantów z Niemiec – dwa lata później przenieśli się oni do położonego bardziej na północy kibucu Szamir. Następnie do Ha-Zore’a przyjechali imigranci z Bułgarii.
W poszukiwaniu skutecznego rozwiązania narastającego konfliktu izraelsko-arabskiego w dniu 29 listopada 1947 roku została przyjęta Rezolucja Zgromadzenia Ogólnego ONZ nr 181. Zakładała ona między innymi, że kibuc Ha-Zore’a miał znaleźć się w granicach nowo utworzonego państwa żydowskiego. Arabowie odrzucili tę rezolucję i dzień później doprowadzili do wybuchu wojny domowej w Mandacie Palestyny. Na samym jej początku siły Arabskiej Armii Wyzwoleńczej zajęły pobliskie wioski i sparaliżowały żydowską komunikację w całym regionie. Ze względów bezpieczeństwa w Ha-Zore’a na stałe stacjonowała niewielka jednostka kompanii szturmowych Palmach. W dniu 4 kwietnia 1948 roku arabskie siły zaatakowały pobliski kibuc Miszmar ha-Emek, rozpoczynając dziesięciodniową bitwę o Miszmar ha-Emek. Żydzi po odparciu napaści, zdołali przejść do kontrataku i w nocy z 11 na 12 kwietnia zdobyli Abu Zurajk. Wysiedlono wówczas wszystkich jej mieszkańców, a następnie 15 kwietnia wyburzono domy . Izraelskie działania podjęte podczas I wojny izraelsko-arabskiej (1948-1949) w pełni zabezpieczyły Dolinę Jezreel, stwarzając warunki do dalszego rozwoju tutejszych osiedli. W takich okolicznościach kibuc Ha-Zore’a przejął grunty rolne zniszczonej arabskiej wioski Abu Zurajk. W kolejnych latach kibuc przyjął imigrantów z Maroka, Syrii i Libanu.

## Demografia
Większość mieszkańców kibucu jest Żydami, jednak nie wszyscy identyfikują się z judaizmem. Tutejsza populacja jest świecka. W 2011 roku liczył 852 mieszkańców, i był uznawany za jeden z największych kibuców w kraju.

## Gospodarka i infrastruktura
Gospodarka kibucu opiera się na intensywnym rolnictwie, hodowli ryb i turystyce. Stodoła liczy około 670 sztuk bydła, w tym 330 krów mlecznych. Cały system dojenia krów jest w pełni zautomatyzowany. Tutejsza mleczarnia produkuje mleko, sery i inne wyroby mleczarskie. Firma Hazorea Aquatics zajmuje się hodowlą i eksportem ryb hodowlanych oraz lilii wodnych. Zakład Plastopil produkuje folie rolnicze oraz opakowania na mleko. W ostatnich latach firma została rozbudowana, dzięki czemu mogła poszerzyć asortyment produkowanych opakowań dla żywności. Przy kibucu mieści się jedno z największych laboratoriów w Izraelu. Powstałe w 1986 roku QCC Calibration Technologies Hazorea świadczy usługi w zakresie wzorcowania wyposażenia pomiarowego dla całego kraju. W kibucu znajduje się przychodnia zdrowia, centrum handlowe, zakład kosmetyczny, stacja benzynowa i warsztat mechaniczny.

## Transport
Z kibucu wyjeżdża się na północny wschód na drogę nr 66, którą jadąc na południowy wschód dojeżdża się do kibucu Miszmar ha-Emek, lub jadąc na północny zachód do skrzyżowania z drogą nr 70 i drogą nr 722. Lokalna droga prowadzi do sąsiedniej moszawy Jokne’am i miasta Jokne’am.

## Edukacja  i kultura
Kibuc posiada przedszkole i szkołę podstawową. Starsze dzieci są dowożone do szkoły średniej w kibucu En ha-Szofet. W kibucu znajduje się ośrodek kultury z biblioteką. Centrum kultury wydaje tygodnik zatytułowany Ba'sza'ar (pol. Przy Bramie), który służy do przekazywania mieszkańcom różnych informacji dotyczących codziennego życia. Ważnym obiektem kulturalnym jest Muzeum Wilfrida, który pomagał w latach 40. XX wieku organizować aliję z nazistowskiej Europy. Muzeum prezentuje kolekcję sztuki z Dalekiego Wschodu. Z obiektów sportowych jest basen kąpielowy, korty tenisowe, sala sportowa z siłownią oraz boisko do piłki nożnej. W 2009 roku powstał Klub Biegaczy HaZorea.

## Turystyka
Największą tutejszą atrakcją jest wadi strumienia Ha-Szofet. Wcina się ono pomiędzy wysokie zalesione wzgórza, w których stokach ukryte są jaskinie ze starożytnymi miejscami pochówku. W miękkiej skale kredowej zachowały się wyrzeźbione łuki oraz inne zdobienia. Wzdłuż strumienia prowadzi dobrze utrzymany szlak turystyczny, który jest dostępny także dla osób niepełnosprawnych. Jest tu wiele punktów rekreacyjnych oraz miejsca do zanurzenia się w wodzie. W sąsiedztwie wodospadu i młyna wybudowano kemping z domkami noclegowymi. Wśród wzgórz wytyczono trasy rowerowe. Gęstość tutejszych lasów sprawia wrażenie, że jest się w Europie. Kibuc jest dobrym punktem wyjściowym do pieszych wycieczek na położoną powyżej Wyżynę Manassesa. Cały jej obszar stanowi od 2011 roku rezerwat biosfery UNESCO. Rezerwat biosfery obejmuje obszary zalesione, źródła strumieni, wzgórza wulkaniczne i stanowiska archeologiczne.